# المركز الجغرافي الملكي الأردني
المركز الجغرافي الملكي الأردني (بالإنجليزية: Royal Jordanian Geographic Center)‏ هو مؤسسة وطنية أردنية تأسست عام 1975 ليكون مؤسسة تغطي احتياجات المملكة، ويعتبر المركز الجغرافي الملكي الأردني من المراكز المتقدمة. على الصعيدين الإقليمي والدولي في مجال العلوم المساحية وإنتاج الخرائط والدراسات والأبحاث التطبيقية المستندة إلى معطيات الصور الفضائية والجوية.

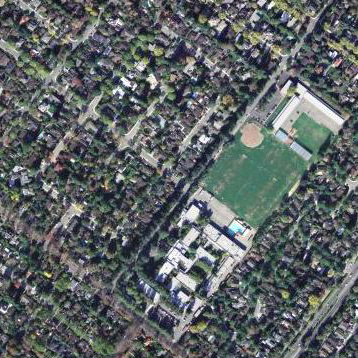

## نشأة وتأسيس المركز الجغرافي الملكي الأردني
تأسس المركز الجغرافي الأردني عام 1975 كمؤسسة وطنية تتولى تنفيذ كافة الأعمال المساحية (الأرضية، الجوية، والفضائية) وإنتاج الخرائط بكافة الأنواع والمقاييس، لسد حاجات المملكة بشكل خاص في هذه المجالات وتقديم الخدمات للدول العربية الشقيقة والدول الصديقة التي تحتاج إلى مثل هذه الخدمات.
عمل المركز منذ إنشائه على توفير الكفاءات المدربة في مجال المساحة والخرائط وما يتعلق بهما من علوم كالإستشعار عن بعد والخرائط الرقمية والجيوديزيا الفضائية، وتم ذلك من خلال التأهيل خارج المملكة في الدول المتقدمة، وداخل المملكة في كلية المركز الجغرافي الملكي الأردني للعلوم المساحية، والتي لم يقتصر التدريب فيها على الأردنيين، بل شمل العديد من أبناء الدول العربية الشقيقة.

ومما يجدر ذكره أن كافة الأعمال المساحية ومراحل إنتاج الخرائط المتنوعة سواء بالطرق التقليدية أو الحديثة يقوم بها مهندسون فنيون أردنيون على درجة عالية من الكفاءة دون الحاجة لخبرات أجنبية، ليحقق المركز الجغرافي بذلك القاعدة التي بنى عليها فلسفته وهي أن تكون الخريطة الأردنية خريطة وطنية تنتج بايد أردنية.

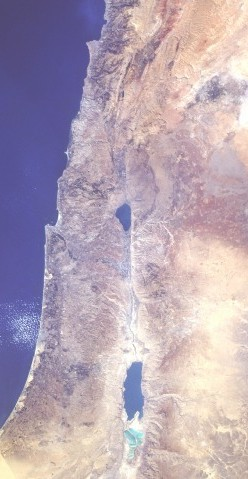

## أعماله
يعمل على رفد السوق المحلي والعربي بالكفاءات المتخصصة من خلال خطة تدريبية سنوية، ويشارك فيها متدربون من خارج المملكة وداخلها. وينخرط المتدربون بدورات وبرامج تدريبية مثل “دورة الاستشعار عن بعد” و”دورة قراءة الخريطة وتفسير الصورة الجوية” و”دورة الخرائط الرقمية التأسيسية”، ”دورة المساحة العقارية” و”دورة حساب المساحات والكميات”.
من ناحية أخرى توفر كلية المركز الجغرافي الملكي الأردني للعلوم المساحية في جامعة البلقاء التطبيقية، برنامجين للدراسة احدهما مستوى البكالوريوس في”هندسة المساحة والجيوديزياء الفضائية “والآخر مستوى الدبلوم ذي السنتين في تخصصات “المساحة” “رسم الخرائط” و”المسح الجوي” بالإضافة إلى “الطباعة” و”التصوير”.

## مهام وواجبات المركز الجغرافي الملكي الأردني
يقوم المركز الجغرافي بتنفيذ واجباته وحسب قانون المركز الجغرافي الملكي الأردني رقم 18 لسنة 1986 إقراره حسب المادة 11 من الدستور الأردني من قبل مجلس الأعيان والنواب وصدور الإرادة الملكية السامية بإصداره وإضافته إلى قوانين الدولة.
تنص المادة 4 من قانونه على أن يتولى المركز الجغرافي بالأصالة عن نفسه وبالنيابة عن الوزارات والدوائر والمؤسسات الحكومية بالتعاقد مع أي جهة محلية أو أجنبية للقيام بأي عمل يتعلق بإنتاج الخرائط والتصوير الجوي ولا يحق لأي من تلك الوزارات أو الدوائر والمؤسسات القيام بتلك الأعمال أو التعاقد مع الغير مباشرة للقيام بها.
تنص المادة 13 من قانون المركز الجغرافي على ما يلي:
1. يكون للمركز ملاكه الخاص من الموظفين المدنيين والعسكريين.
2. تسري على الموظفين المدنيين في المركز أحكام نظام الخدمة المدنية المعمول به على أن يمارس المدير العام صلاحيات الوزير ويكون لنائب المدير العام صلاحيات الأمين العام المنصوص عليها في النظام المشار إليه.
3. تعتبر خدمات الموظفين المصنفين في المركز مقبولة للتقاعد وتطبق عليهم أحكام قانون التقاعد المدني المعمول به.
4. أما العسكريون الذين يعملون في المركز فتسري عليهم بمختلف رتبهم أنظمة الخدمة العسكرية السارية المفعول في القوات المسلحة الأردنية.

### وأهم هذه الواجبات
1. إنتاج الخرائط الطبوغرافية بمختلف الأنواع لتلبية المتطلبات الوطنية والتنموية.
2. إنتاج الخرائط المتخصصة لجميع الوزارات والمؤسسات الحكومية والقطاع الخاص.
3. تأسيس وإدامة الشبكات الجيوديزية وجميع نقاط مثلثات الدرجات الكبرى حتى الثالثة في المملكة.
4. تقديم المعلومات المساحية الضرورية وتزويد مختلف الوزارات والمؤسسات العامة والخاصة بالإحداثيات الدقيقة للنقاط المرجعية المعتمدة مثل دائرة الأراضي والمساحة لإنتاج خرائط الملكيات.
5. القيام بأعمال التصوير الجوي لإنتاج وتحديث مختلف الأنواع من الخرائط وتلبية حاجة مختلف الوزارات والمؤسسات العامة والخاصة بالصور الجوية من مختلف المقاييس حسب احتياجهم وتقدم النصح في كل ما يختص بتدريب الفنيين واستخدام الأجهزة.
6. تدريب الأعداد الكافية من المهندسين الفنيين لسد حاجات المركز والمؤسسات الحكومية والقطاع الخاص لمواكبة التطور في العلوم المساحية.
7. مواكبة التطور في العلوم المساحية من استخدام تقنيات الاستشعار عن بعد وأنظمة المعلومات الجغرافية والعمل على إنشاء نظام متكامل للمعلومات الجغرافية خدمة لأغراض التنمية[3]

## تطور المركز
ومن اجل مواكبة التطورات العالمية في ذات المجال، ادخل المركز عددا من التجهيزات المتطورة عالية الدقة والجودة، بحسب مدير العلاقات العامة في المركز “يوسف الغلاييني” والذي يؤكد تفرد المركز بها عن باقي المؤسسات في المملكة وتميزه بهذه التجهيزات على مستوى الوطن العربي.
ويشير الغلاييني إلى ان شعار المركز للعام 2005 هو “تطوير الأداء”، مبينا ان السرعة والدقة في انجاز المشاريع واتخاذ القرارات السليمة بحاجة إلى المعلومات الجغرافية الحقيقية المستقاة من ارض الواقع، ويضيف بأن هذا هو ما يعكف المركز عليه حاليا” إنشاء نظام وطني متكامل للمعلومات الجغرافية يستفيد منه صانعو القرارات والقطاعين العام والخاص والبلديات والمؤسسات الخدمية” كما يلفت إلى ان تطوير الكادر وزيادة قدرته العلمية والوظيفية لا تقل اهمية عن تحديث الاجهزة والحوسبة التي شهدها المركز خلال العام 2004.
قام المركز الجغرافي باقتناء اجهزة وبرمجيات متقدمة تعمل على تحويل الصور الجوية الورقية الخطية إلى “محوسبة رقمية” و”معالجة وتحليل الصور الفضائية لإجراء مزيد من البحوث والدراسات المتعلقة بالكشف عن الموارد الطبيعية “وكذلك استخدامات الأراضي وتحديث الخرائط والاستدلال على الآثار المدفونة تحت الأرض والتصحر والتلوث البيئي ودراسة منطقة البحر الميت ووادي عربة وخليج العقبة من مختلف الوجوه.

## وصلات خارجية
- الموقع الرسمي - المركز الجغرافي الملكي الأردني